# (56100) Luisapolli
(56100) Luisapolli (1999 BM14) – planetoida z pasa głównego asteroid okrążająca Słońce w ciągu 3,69 lat w średniej odległości 2,39 j.a. Odkryta 24 stycznia 1999 roku.